# Peter Schöttel
Peter Schöttel (1967. március 26. –) osztrák labdarúgó.

## Sikerei, díjai

### Klubszinten
- Osztrák bajnok (3)
  - 1987, 1988, 1996
- Osztrák kupagyőztes (2)
  - 1987, 1995

### Egyéni
- Az év játékosa (Rapid Wien) (1)
  - 2001

| Előző ? | Az év játékosa (Rapid Wien) 2001 | Következő ?            |
| Előző ? | SK Rapid Wien edző 2007–2008     | Következő Peter Pacult |

## Külső hivatkozások
- Osztrák foci.lap.hu – linkgyűjtemény